# Conferència Episcopal d'Angola i São Tomé
La Conferència Episcopal d'Angola i São Tomé (CEAST) és la major institució i el representant de l'Església Catòlica a Angola i São Tomé i Príncipe. Té la seu a Luanda.
Filomeno do Nascimento Vieira Dias, arquebisbe de Luanda, és el President en funcions de la CEAST, des del 9 de novembre de 2015, quan va substituir l'anterior president i actual vicepresident Gabriel Mbilingi, arquebisbe de Lubango, en funcions des del 21 de novembre 2009.

## Presidents
- Manuel Nuñes Gabriel, Arquebisbe de Luanda (1967-1975)
- Eduardo André Muaca, Arquebisbe de Luanda (1975-1982)
- Manuel Franklin da Costa, Arquebisbe de Lubango (1982-1990)
- Cardenal Alexandre do Nascimento, Arquebisbe de Luanda (1990-1997)
- Zacarias Kamwenho, Arquebisbe de Lubango (1997-2003)
- Damião António Franklin, Arquebisbe de Luanda (2003-2009)
- Gabriel Mbilingi, CSSp., Arquebisbe de Lubango (2009-2015)
- Filomeno do Nascimento Vieira Dias, Arquebisbe de Luanda (des de 2015)